# خط الماء

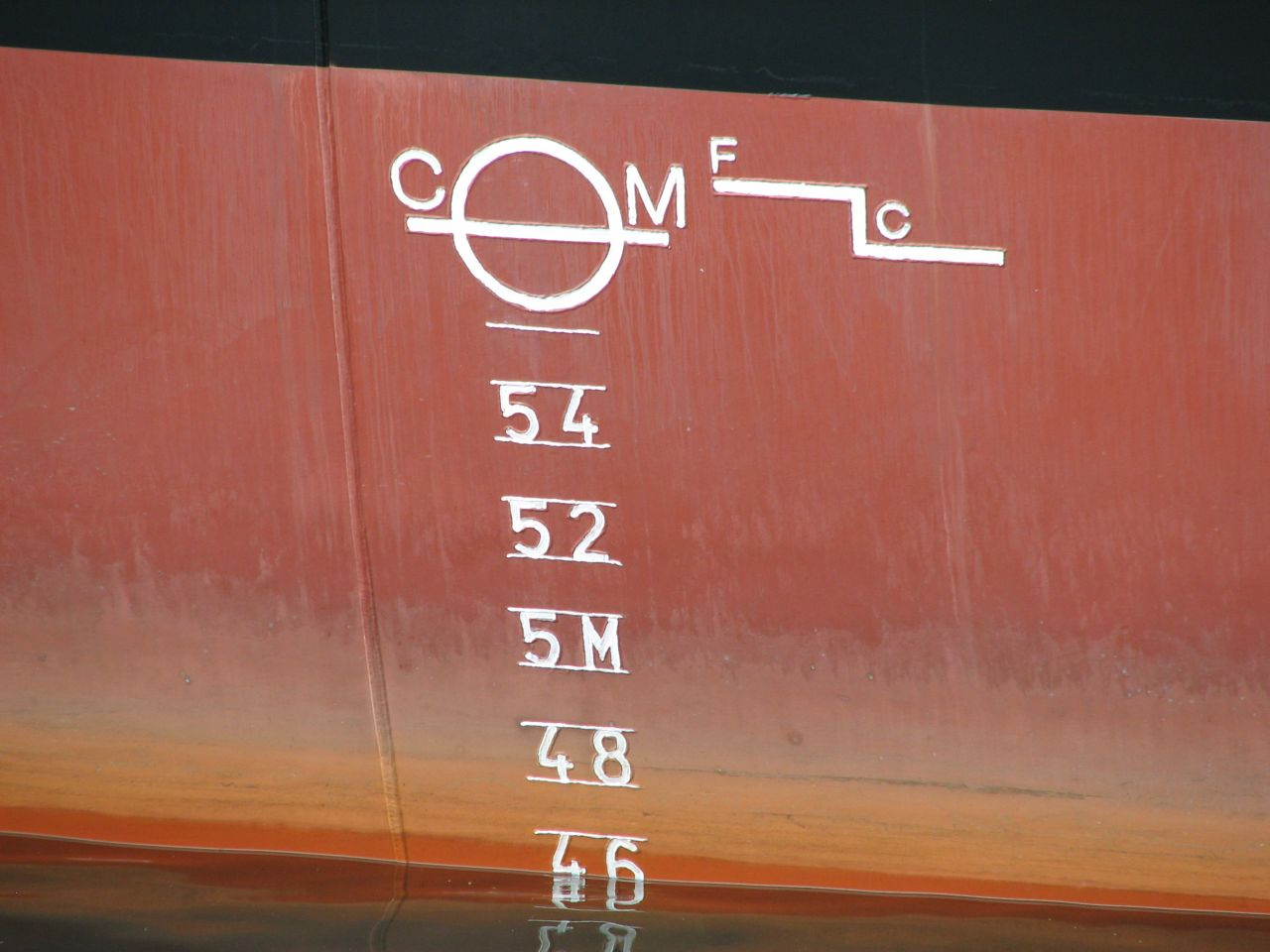
علامة خط التحميل والخطوط الموجودة على بدن السفينة

على وجه التحديد خط الماء هو الخط الذي يلتقي فيه بدن السفينة بسطح الماء. والمعروف أيضا باسم خط التحميل الدولي، خط بلمسول و الذي يشير إلى الغاطس (بدن) السفينة والحد القانوني الذي يمكن تحميل السفينة لحدة ودرجات الحرارة من أجل الحفاظ على الطفو بأمان،  خاصة فيما يتعلق بمخاطر الأمواج التي قد تنشأ. فالمياه العذبة أقل كثافة من المياه المالحة أو مياه البحر مع نفس التأثير التقليل على الطفو.وستؤثر درجات حرارة الماء المتغيرة على غاطس السفينة، لأن الماء الدافئ أقل كثافة من الماء البارد، مما يوفر قدرة أقل على الطفو. بالطريقة
بالنسبة للسفن ذات الإزاحة الكبيرة، يتم تحديد سرعة الهيكل، من بين أمور أخرى، بطول خط الماء.  وفي القارب الشراعي، يمكن أن يتغير طول الخط المائي بشكل كبير مع ارتفاع كعب القارب، ويمكن أن يؤثر في ديناميكيًا سرعة القارب. نفسها
و يمكن أن يشير خط الماء أيضًا إلى أي خط على بدن السفينة يكون موازيًا لسطح الماء عندما تكون السفينة في وضع طبيعي. ومن ثم، فإن جميع خطوط المياه هي فئة واحدة من «خطوط السفن» المستخدمة للإشارة إلى شكل البدن في خطط الهندسة المعمارية البحرية.
في تصميم الطائرات، يشير مصطلح «خط الماء» إلى الموقع الرأسي للعناصر الموجودة على الطائرة. هذا هو (عادة) Z محور من X  ×  Y  ×  Z
.
.

## الهدف

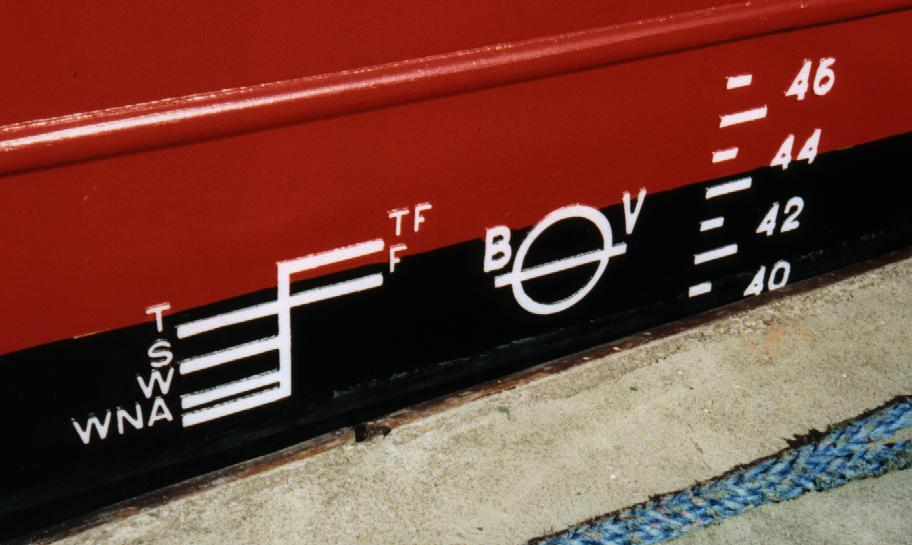
علامات خط التحميل على حامل الحبوب ، معتمدة من Bureau Veritas.

الغرض من خط التحميل هو التأكد من أن السفينة لديها حد طفو كافٍ (الارتفاع من خط المياه إلى السطح الرئيسي) وبالتالي طفو احتياطي كافٍ. يقاس حد الطفو للسفن التجارية بين أدنى نقطة من السطح العلوي المستمر في الجانب وخط الماء ويجب ألا يقل هذا الحد عن حد الطفو المحدد في شهادة خط التحميل الصادرة لتلك السفينة. في جميع السفن التجارية، باستثناء الظروف الاستثنائية،  لها رمز لخط الحمولة مرسوم في وسط السفينة على كل جانب من جوانب السفينة. يتم تمييز هذا الرمز أيضًا بشكل دائم، بحيث يظل مرئيًا إذا تآكل الطلاء. يسهل خط التحميل على أي شخص تحديد ما إذا كانت السفينة محملة بحمولة زائدة. يتم حساب الموقع الدقيق لخط التحميل والتحقق منه من قبل جمعية التصنيف وتصدر الجمعية الشهادات ذات الصلة. اخترع صموئيل بليمسول هذه العلامة في عام 1876.

## التاريخ

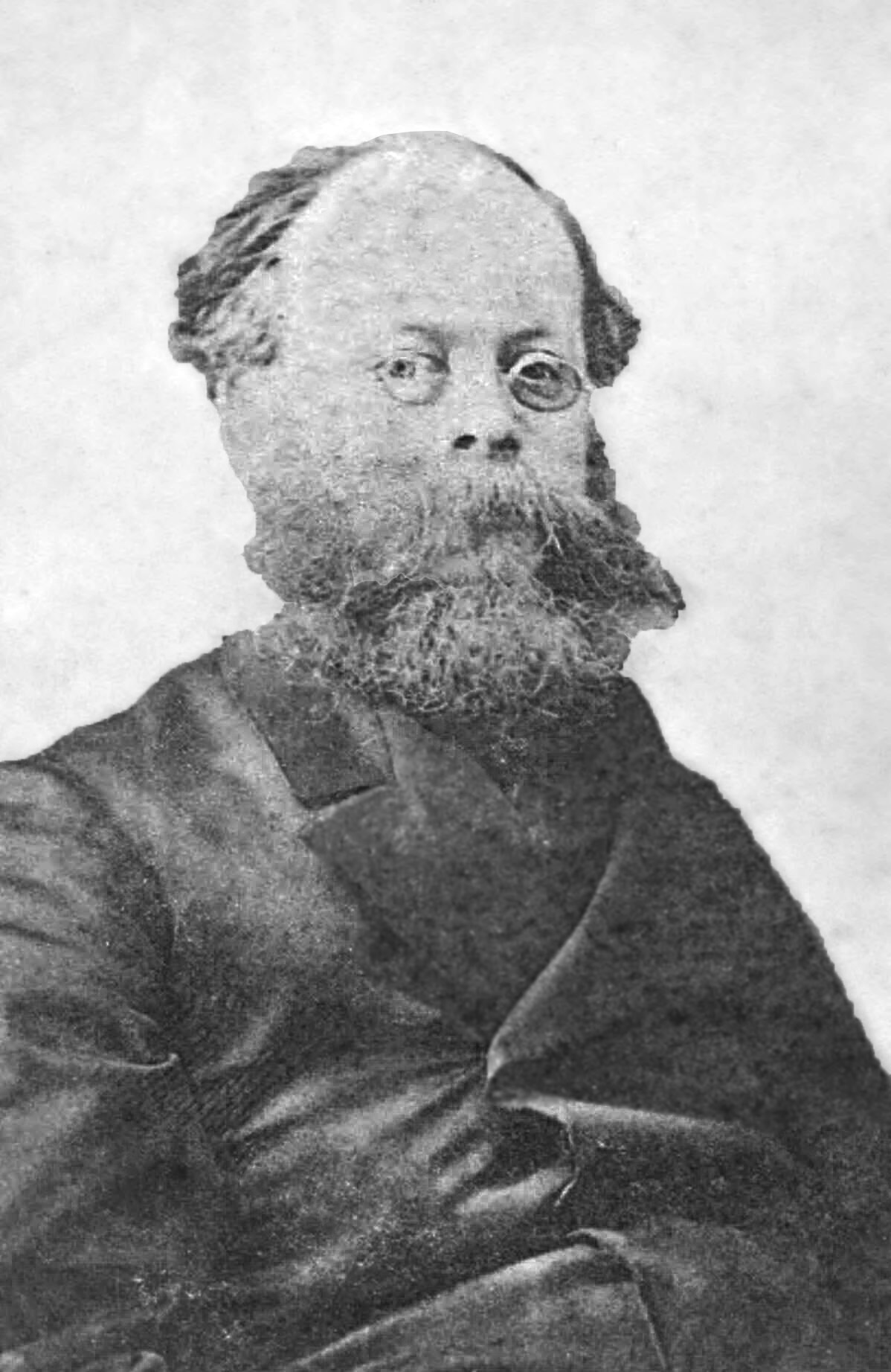
صموئيل بليمسول

في العصور الوسطى، طلبت جمهورية البندقية،  مدينة جنوة والرابطة الهانزية من السفن إظهار خط الحمولة. في حالة البندقية، كان هذا صليبًا تم وضع علامة على جانب السفينة،  وجنوة ثلاثة خطوط أفقية.
تم تقديم توصيات التحميل الأولى للقرن التاسع عشر بواسطة مؤسسة لويد للتسجيلات في عام 1835، بعد مناقشات بين مالكي السفن والشاحنين وشركات التأمين. أوصت مؤسسة لويد بعلامة لعمق الغاطس (ثلاث بوصات لكل قدم من العمق). هذه التوصيات، التي استخدمت على نطاق واسع حتى عام 1880، أصبحت تعرف باسم «قاعدة لويدز».
في ستينيات القرن التاسع عشر، بعد زيادة الخسائر في السفن بسبب الحمولة الزائدة، تولى النائب البريطاني صموئيل بليمسول فكرة خط التحميل. تأسست اللجنة الملكية للسفن غير الصالحة للإبحار في عام 1872، وفي عام 1876، جعل قانون الشحن التجاري في المملكة المتحدة علامة خط التحميل إلزامية، على الرغم من عدم تحديد موضع العلامة بموجب القانون حتى عام 1894 . في عام 1906، تم إصدار قوانين تتطلب تمييز السفن الأجنبية التي تزور الموانئ البريطانية بخط تحميل. لم يكن هناك اتفاق دولي للتطبيق الشامل للوائح خط التحميل حتى عام 1930 (اتفاقية خط التحميل لعام 1930).
في عام 1966 تم إبرام الاتفاقية الدولية لخطوط التحميل في لندن والتي أعادت فحص وتعديل قواعد عام 1930. وشهدت اتفاقية عام 1966 منذ ذلك الحين تعديلات أعوام 1971 و 1975 و 1979 و 1983 و 1995 و 2003، ولم يدخل أي منها حيز التنفيذ.

## علامات خط التحميل القياسية

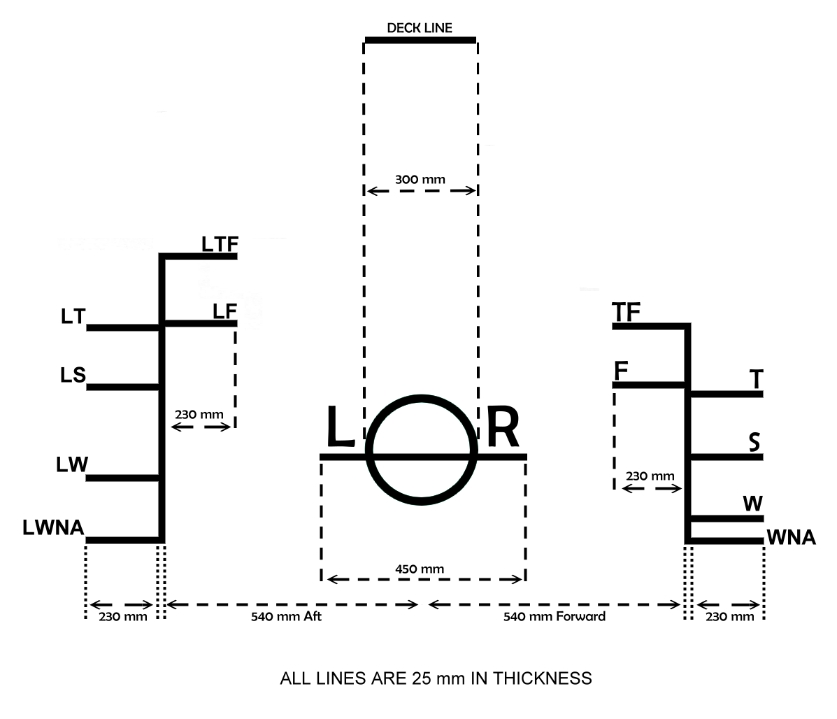
علامة خط تحميل Lloyd's Register ("LR") وخطوط وعلامات خط تحميل الأخشاب وخطوط للسفن التجارية التي تعمل بالطاقة

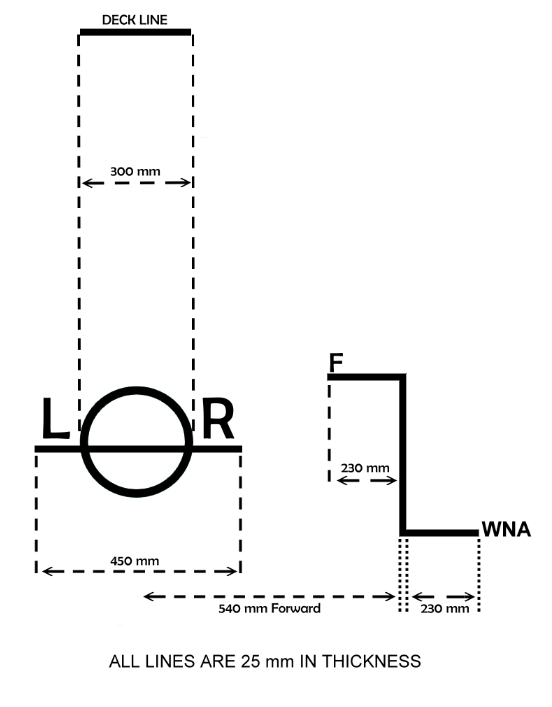
علامة خط تحميل Lloyd's Register ("LR") وخطوط للسفن الشراعية التجارية

كانت «علامة صموئيل بليمسول .» الأصلية عبارة عن دائرة بها خط أفقي من خلالها لإظهار أقصى غاطس للسفينة. تمت إضافة علامات إضافية على مر السنين، مما يسمح باختلاف كثافة المياه وظروف البحر المتوقعة.
قد تظهر أيضًا رسائل على جوانب العلامة تشير إلى جمعية التصنيف التي قامت بمسح خط تحميل السفينة. تشمل الأحرف الأولى المستخدمة AB للمكتب الأمريكي للشحن، و BV لـ بوريو فريتاس، و VL لـ DNV GL ، و IR للسجل الهندي للشحن، و LR لـ Lloyd's Register ، و NK لـ Nippon Kaiji Kyokai و RI لـ مكتب رينا. يبلغ ارتفاع هذه الأحرف حوالي 115 ملم وعرضها 75 ملم. يشار إلى طول خط التحميل أثناء وبعد حسابات خط التحميل.
الحروف الموجودة على علامات خط التحميل لها المعاني التالية:
- TF - المياه العذبة الاستوائية
- F المياه العذبة
- T - مياه البحر الاستوائية
- S - مياه البحر الصيفية المعتدلة
- W مياه البحر المعتدلة في فصل الشتاء
- WNA - شتاء شمال الأطلسي
- لأغراض علامات خط التحميل، تعتبر كثافة المياه العذبة 1,000 كيلوغرام لكل متر مكعب (62 lb/cu ft) ومياه البحر النموذجية 1,025 كيلوغرام لكل متر مكعب (64 lb/cu ft) . تسمح علامات المياه العذبة بحقيقة أن السفينة سوف تطفو في المياه العذبة أكثر من المياه المالحة. سوف تطفو سفينة محملة بعلامة المياه العذبة في المياه العذبة عند علامتها الصيفية بمجرد أن تمر في مياه البحر بنفس الإزاحة. وبالمثل، إذا تم تحميلها إلى علامة المياه العذبة الاستوائية الخاصة بها، فسوف تطفو عند علامة مياه البحر الاستوائية الخاصة بها بمجرد أن تمر في مياه البحر.
- خط الحمل الصيفي هو خط الحمل الأساسي ومن هذه العلامة يتم اشتقاق جميع العلامات الأخرى. يتم حساب موضع خط الحمل الصيفي من قواعد خط التحميل ويعتمد على العديد من العوامل مثل طول السفينة ونوع السفينة ونوع وعدد الهياكل الفوقية ومقدار الهائل وارتفاع القوس. الخط الأفقي عبر دائرة علامة بليمسول هو في نفس مستوى خط التحميل الصيفي.
- خط الحمولة الشتوية هو واحد على ثمانية وأربعين من مسودة الحمل الصيفي تحت خط الحمل الصيفي.
- خط الحمل الاستوائي هو واحد على ثمانية وأربعين من غاطس الحمل الصيفي فوق خط الحمل الصيفي.
- خط تحميل المياه العذبة يساوي {\displaystyle {\tfrac {\triangle }{4T}}} ملليمتر فوق خط الحمل الصيفي حيث {\displaystyle \triangle } هو الإزاحة بالأطنان عند غاطس الحمل الصيفي و T هو طن لكل سنتيمتر غمر في هذا السحب. في أي حال أين {\displaystyle \triangle } لا يمكن التأكد من أن خط تحميل المياه العذبة على نفس مستوى خط التحميل الاستوائي. تم العثور على موضع خط التحميل الاستوائي الطازج بالنسبة لخط الحمل الاستوائي بنفس طريقة خط تحميل المياه العذبة بالنسبة لخط الحمل الصيفي.
- يتم استخدام خط تحميل شمال الأطلسي الشتوي من قبل السفن التي لا يتجاوز طولها 100 متر عندما تكون في مناطق معينة من شمال المحيط الأطلسي خلال فترة الشتاء. عند تعيينه يكون 50 مم تحت علامة الشتاء.[1]

### علامات خط تحميل الأخشاب
يتم تخصيص بعض السفن بألواح خشبية حرة كعلامات تحمبل.
- LTF - المياه العذبة الاستوائية الخشبية
- LF - المياه العذبة الخشبية
- LT - الأخشاب بمياه البحر الاستوائية
- LS - أخشاب مياه البحر الصيفية
- LW - مياه البحر الخشبية الشتوية
- LWNA - خشب الشتاء شمال الأطلسي

يتم الوصول إلى خط تحميل الأخشاب الصيفي من الجداول المناسبة في قواعد خط التحميل.
ويبلغ خط تحميل الأخشاب الشتوي واحدًا سدسًا وثلاثين عامًا من غاطس حمل الأخشاب الصيفي أسفل خط تحميل الأخشاب الصيفي.
|  |  |  |

## روابط خارجية
- المزيد من الخلفية التاريخية
- حاسبة كثافة المياه على الإنترنت